# Armillaria limonea
Armillaria limonea là một loài nấm trong họ Physalacriaceae.